# Ốc xà cừ
Ốc xà cừ (danh pháp khoa học: Turbinidae) là một họ ốc biển động vật chân bụng, là loài quý hiếm, được dùng trong kĩ nghệ khảm trai và là loài có giá trị kinh tế nhất trong các loại xà cừ.

## Các chi

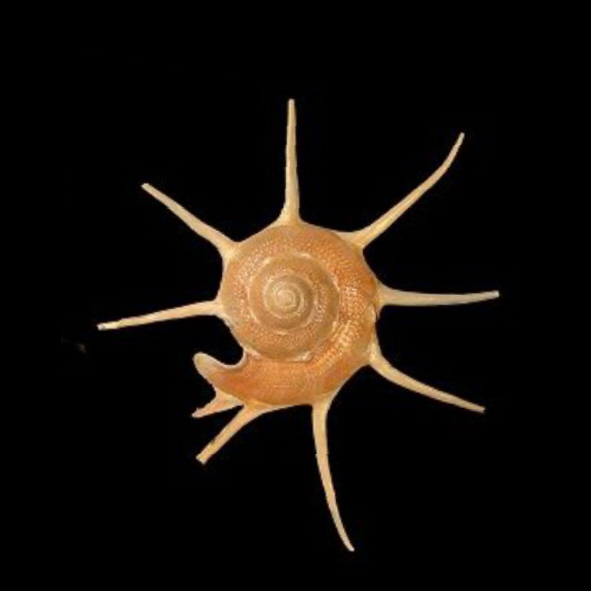
Vỏ của Guildfordia yoka, một loài turbinid nước sâu.

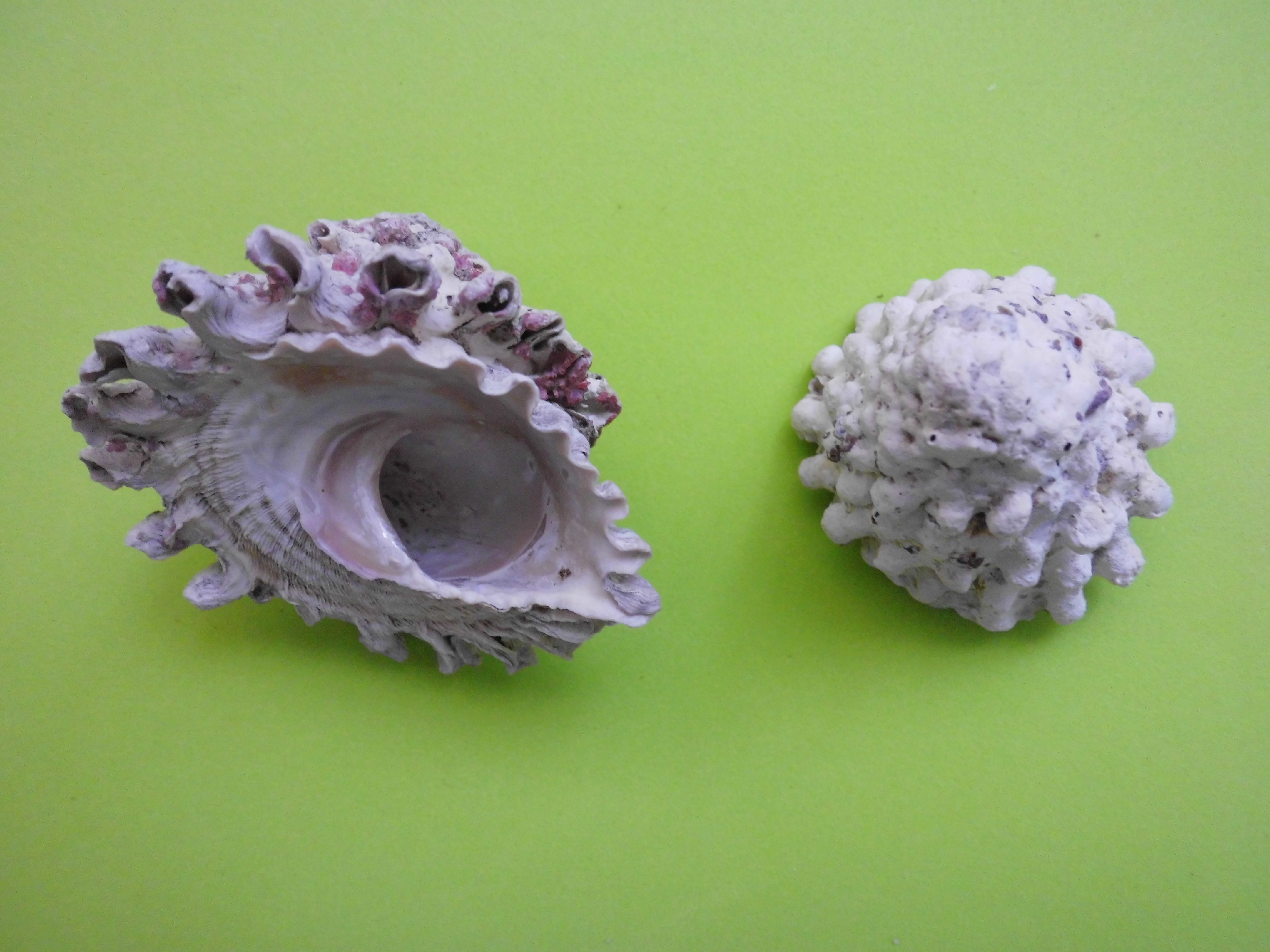
Lithopoma tectum

Các chi trong họ Turbinidae gồm:
Phân họ Turbininae
- Astraea Röding, 1798
- Astralium Link, 1807
- Bellastraea Iredale, 1924
- Bolma Risso, 1826
- Cookia Lesson, 1832
- Guildfordia Gray, 1850
- Lithopoma Gray, 1850
- Lunella Röding, 1798
- Megastraea McLean, 1970[2]
- Modelia Gray, 1850
- Pomaulax Gray, 1850
- Turbo Linnaeus, 1758 - type genus
- Uvanilla Gray, 1850
- Yaronia Mienis, 2011

Phân họ Prisogasterinae Hickman & McLean, 1990
- Prisogaster Mörch, 1850[3]

Không xếp vào phân họ nào
- Phanerolepida Dall, 1907
- Tropidomarga Powell, 1951

Đồng nghĩa
- Astrea Link, 1807: syn. Astraea Röding, 1798
- Agathistoma Olsson & Harbison, 1953: syn. Tegula Lesson, 1832
- Amyxa Troschel, 1852: syn. Prisogaster Mörch, 1850
- Calcar Montfort, 1810: syn. Astralium Link, 1807
- Canthorbis Swainson, 1840: syn. Astraea Röding, 1798
- Cardinalia Gray, 1842: syn. Tectus Montfort, 1810
- Crosseia P. Fischer, 1885: syn. Crossea A. Adams, 1865
- Cyclocantha Swainson, 1840: syn. Astralium Link, 1807
- Dinassovica Iredale, 1937: syn. Turbo (Turbo) Linnaeus, 1758 represented as Turbo Linnaeus, 1758
- Distellifer Iredale, 1937: syn. Astralium Link, 1807
- Foliastralium Habe & Okutani, 1980: syn. Astralium Link, 1807
- Galeoastraea Habe, 1958: syn. Bolma Risso, 1826
- Halopsephus Rehder, 1943: syn. Turbo (Halopsephus) Rehder, 1943 represented as Turbo Linnaeus, 1758
- Harisazaea Habe, 1958: syn. Bolma Risso, 1826
- Imperator Montfort, 1810: syn. Astraea Röding, 1798
- † Incilaster Finlay, 1926: syn. Bolma Risso, 1826
- Livona Gray, 1842: syn. Cittarium Philippi, 1847
- Lunatica Röding, 1798: syn. Turbo Linnaeus, 1758
- Macropelmus Gistel, 1848: syn. Astralium Link, 1807
- Margarita Leach, 1819: syn. Margarites Gray, 1847
- Micrastraea Cotton, 1939: syn. Bellastraea Iredale, 1924
- Notosetia Iredale, 1915: syn. Putilla A. Adams, 1867
- Okinawastraea Habe & Okutani, 1981: syn. Astralium Link, 1807
- † Oobolma Sacco, 1896 : syn. Bolma Risso, 1826
- † Ormastralium Sacco, 1896: syn. Bolma Risso, 1826
- Pachypoma Gray, 1850: syn. Lithopoma Gray, 1850
- Pagocalcar Iredale, 1937: syn. Astralium Link, 1807
- Pseudastralium Schepman, 1908: syn. Bolma Risso, 1826
- Pyramidea Swainson, 1840: syn. Tectus Montfort, 1810
- Pyramis Schumacher, 1817: syn. Tectus Montfort, 1810
- Rugastella Iredale, 1937: syn. Astralium Link, 1807
- Senobolma Okutani, 1964: syn. Bolma Risso, 1826
- Stella P. Fischer, 1885: syn. Astralium Link, 1807
- Submargarita Strebel, 1908: syn. Lissotesta Iredale, 1915
- Tharsiella Bush, 1897: syn. Cirsonella Angas, 1877
- Trochiscus G.B. Sowerby I, 1838: syn. Norrisia Bayle, 1880
- † Tylastralium Sacco, 1896: syn. Bolma Risso, 1826
- Valvatella Gray, 1857: syn. Margarites Gray, 1847

## Hình ảnh

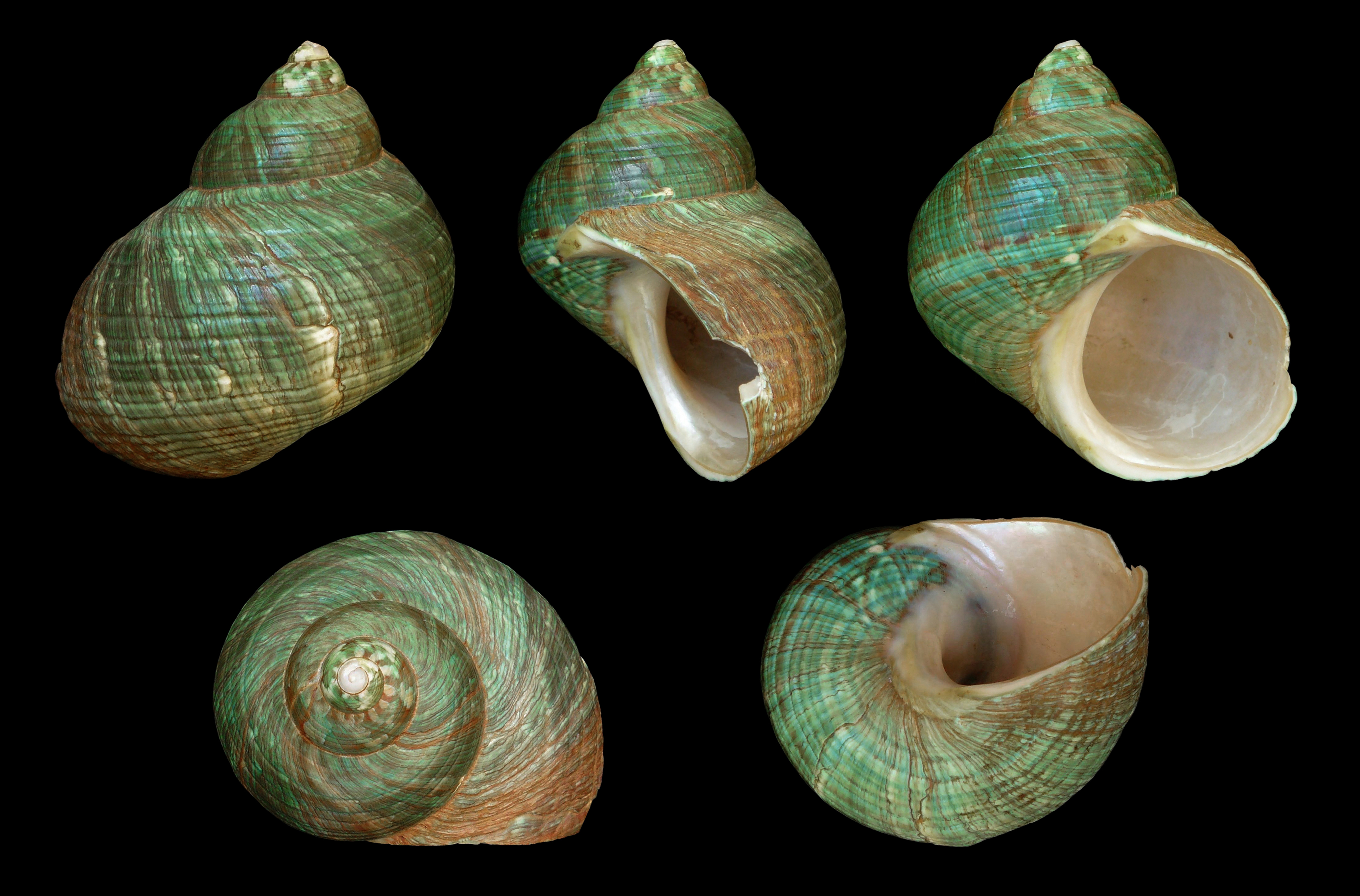
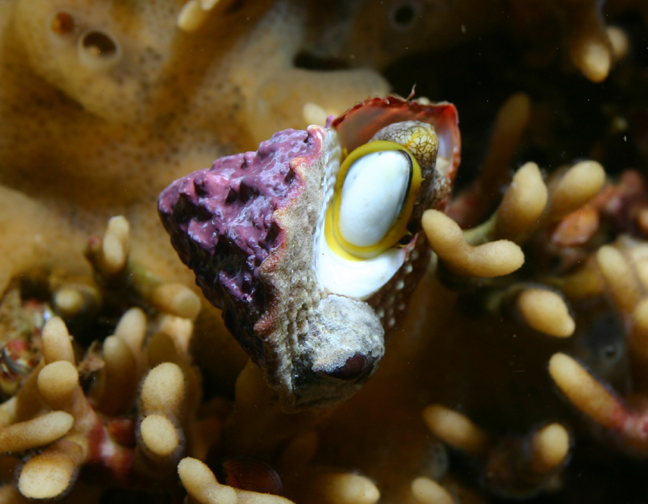
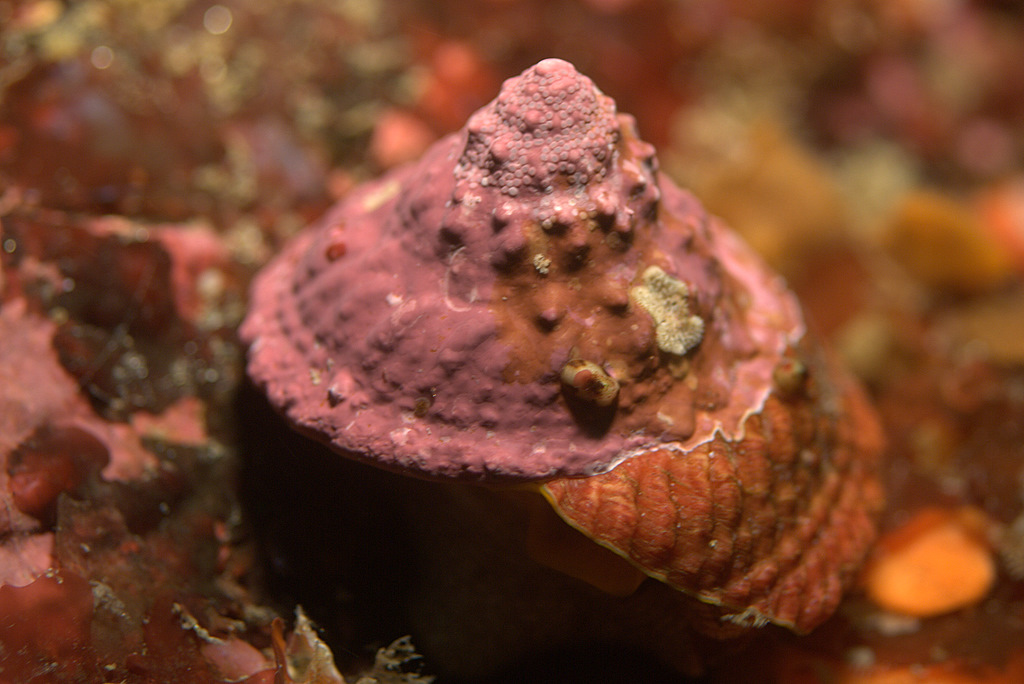